# Cagnano Varano
Cagnano Varano – miejscowość i gmina we Włoszech, w regionie Apulia, w prowincji Foggia.
Według danych na rok 2004 gminę zamieszkiwały 7142 osoby, 45,2 os./km².